# Michel Gonneville
Michel Gonneville (* 31. Juli 1950 in Montreal) ist ein kanadischer Komponist.

## Leben und Wirken
Gonneville studierte Klavier an der École de musique Vincent-d’Indy und zugleich ab 1969 am Conservatoire de musique de Montréal (CMM) Komposition und Musikanalyse bei Françoise Aubut, Gaston Arel, Irving Heller und Gilles Tremblay. Während der Darmstädter Ferienkurse 1974 nahm er an Seminaren von Karlheinz Stockhausen, Mauricio Kagel und Iannis Xenakis teil. 
Von 1975 bis 1978 lebte Gonneville in Europa. Hier besuchte er Kompositionskurse bei Stockhausen in Köln und arbeitete im Studio für elektronische Musik der Musikhochschule Köln mit Hans Ulrich Humpert. Er war in Lüttich Student von Henri Pousseur und beteiligte sich an einer kollektiven Komposition in Rolf Gehlhaars Kompositionsstudio. Außerdem studierte er auch bei Johannes Fritsch und Frederic Rzewski.
Nach seiner Rückkehr nach Kanada unterrichtete er am Conservatoire de Rimouski, am CMM sowie der Universität Ottawa. 1983 begann er ein Dissertationsstudium bei Serge Garant, John Rea und Marcelle Deschênes an der Universität Montreal, wo er ab 1985 auch unterrichtete. 1987 nahm er am Canadian Music Festival and Conference der University of San Diego teil. Von 1997 bis 2015 unterrichtete er Komposition und Analyse am CMM.

## Werke
- Trio für Violine, Posaune, Klavier, Schlagzeug und Sprecher, 1971
- Ouverture für Klavier und drei Schlagzeuge, 1972
- Inclusions für vier Saxophone, Klavier, Gitarre, verstärkte Bassgitarre und Schlagzeug, 1973
- Trois poèmes d'Alain-Fournier für Sopran, Flöte und Klarinette, 1974
- Rôle für Recorder, Violine, Gitarre und verstärktes Cembalo, 1975
- Guide für fünf Instrumente, 1976
- Baustelle für Tonband, 1976–78
- Contribution à l'étude de certains phénomènes musicaux für Klavier, 1977
- Variations 'auras'  für Pikkoloflöte, Englischhorn, Klarinette, Trompete, Horn, Posaune, Violine, Viola und Cello, 1978
- Die Parole (nach Bertolt Brecht) für Sopran, Klarinette, Cello, Klavier und Schlagzeug, 1978
- Guide II für fünf Instrumente, 1980
- À deux für Orchester, 1980
- Le Sommeil, le regard, le choix für Gitarre, 1981
- Solidaires für vier Ondes Martenot, 1982
- S'entendre comme bois et métal für Perkussion, Computer und Synthesizer, 1983
- Bouteille dans l'espace -  3 chansons sur un thème de la paix für Sprecher, Bariton, Kontraalt, Instrumentalensemble, Trommeln und Tonband, 1984
- Stella, Ballett, 1985
- Apò katabolês kósmou für zwei Gitarren, 1986
- Se Abrasa Lumbre con Lumbra für zwei Gitarren, 1986
- Appel-rappel für zwölf Bläser und Schlagzeug, 1987
- Chute/Parachute für Tonband, 1989
- Petit Tchaikovski ou La Liquéfaction de la lumière für Kindersopran, zwei Soprane, Bariton, zwei Schauspieler, vier Synthesizer, verstärktes Cello und Schlagzeug, 1990
- Promenade avec l'anarchiste für Klavier und Elektronik, 1992
- Adonwe für Klavier und Orchester, 1994
- Le cheminement de la baleine für Klarinette, Ondes Martenot und 18 Musiker, 1998
- Le messager / The Go-between für Orchester, 1997/1999
- Suivre la trace, perdre le fil für Streichquartett, 2000
- HoMa für 24 Blasinstrumente, 5 Schlagzeuger und große Orgel, 2007
- Cantate de la dette perpétuelle / Cantata of the unredeemable Debt für 3 Stimmen, 3 Schlagzeuger und 9 Instrumente, 2013
- Chansons du Bonhomme de chemin für Sopran, Baryton und 12 Instrumentalisten, 2014
- Henricare’s Flight für Flöte und 10 Instrumentalisten, 2015
- L’hypothèse Caïn, Opernvorschlag für 8 Sänger und 13 Instrumentalisten, 2019
- Abel : L’a-mort für Saxophonquartett, 2020
- Ritournelles alphabétiques für Piano und mikrotonales Klavier, 2021